# Майар
Ма́йар (кв. Maiar, то есть «прекрасные»; ед. ч. Ма́йа) — в легендариуме Дж. Р. Р. Толкина полубоги, духи из вселенной Эа. Выступают как слуги и помощники Валар.
Часть Майар попала под влияние Мелькора (Моргота) и стала служить ему. В их числе был и Саурон. На помощь людям и эльфам в борьбе против Саурона в Средиземье были посланы Истари — майар из свиты различных Валар.
Также к роду Майар (соблазнённых Мелькором и пошедших к нему на службу) относятся и демоны-валараукары (балроги).

## Список известных Майар
- Эонвэ — один из самых могущественных Майар, вестник и глашатай Манвэ. Возглавлял воинство Валинора во время боевых действий Войны Гнева. После низвержения Мелькора оставшиеся у него в короне Сильмариллы были взяты на хранение Эонвэ, но впоследствии их украли из его лагеря сыновья Феанора — Маэдрос и Маглор. Эонвэ не позволил убить братьев и отпустил их вместе с камнями (которые до Конца Мира канули в глубины земли и моря). Эонвэ также первым встретил Эарендила в Тирионе и препроводил его к Валар. После затопления Белерианда Эонвэ призывал всех эльфов отплыть в Аман. Был духовным учителем нуменорцев.
- Ильмарэ (кв. Живущая в небесах или Звёздный свет) — одна из самых могущественных Майар, упоминаемая в Валаквенте как их предводительница. Является преданной и верной помощницей Варды, почти никогда не покидавшей Ильмарин, Чертоги Эльберет. В «Книге Утраченных Сказаний» названа владычицей Тол-Эрессеа, дочерью Манвэ и Варды, но в более поздних черновиках, в том числе в тех, на основе которых был выпущен «Сильмариллион», Джон Толкин отказался от идеи детей у Валар.
- Оссэ — владыка волн, вассал Ульмо и его «главный» Майа. Управляет морями, что омывают берега Средиземья, находится в дружбе с Тэлери Тол-Эрессеа. Мелькор пытался привлечь Оссэ на свою сторону, обещая ему все владения Улмо в оплату за верную службу. Но Уинен по просьбе Аулэ образумила Оссэ, привела его к Улмо, и Оссэ был прощён и вновь присягнул Улмо на верность[1].
- Уинен (кв. Пребывающая в воде) — повелительница тихого моря, помощница Ульмо и супруга Оссэ, вместе с которым она повелевает всеми морями Арды, за исключением Эккайа. Она помогает всем созданиям и растениям, живущим в солёных водах, а её волосы пронизывают моря сетью водорослей[1]. Среди эльфов особенно близки ей Тэлери, с которыми она и Оссэ подружились ещё на реке Сирион; Уинен более других оплакивала мореплавателей Тэлери после Первой Резни в Альквалондэ. Во Вторую Эпоху мореплаватели Нуменора взывали к ней о помощи, так как только она могла усмирить Оссэ; нуменорцы находились под её опекой, пока не навлекли на себя гнев Валар. Согласно нуменорским легендам, именно она разместила остров Тол Уинен в заливе Роменны, в качестве дара Нуменору.
- Салмар — Майа, пришёл в Арду вместе с Ульмо, создатель Улумури (Рогов (раковины) Ульмо, музыку которых не может забыть никто из слышавших их).
- Мелиан — королева синдар; ранее служила и Ване, и Эстэ, долго жила в Лориэне, ухаживая за деревьями, что цветут в садах Ирмо, а потом пришла в Средиземье[1].
- Тилион — Хранитель Луны, охотник из свиты Вала Оромэ, избранный Валар править ладьёй Луны.
- Ариэн — Дева Солнца, Майа из свиты Ваны, управляющая ладьёй Солнца.
- Олорин (Гэндальф, Митрандир, Таркун, Инканус) — самый мудрый из Майар. Тоже жил в Лориэне, хотя пути его часто уводили в чертоги Ниэнны, от которой научился он состраданию и терпению. Олорин любил эльфов, странствовал среди них незримым или в обличии одного из них. Позже, в иные времена, он стал другом всех Детей Илуватара[1].
- Курумо (Саруман) — маг Ордена Истари, глава Белого совета.
- Айвендил (Радагаст)
- Алатар и Палландо
- Майрон (Саурон, Аннатар, Артано, Аулендил, Гортхаур) — Властелин Колец.
- Готмог — Повелитель балрогов.